# グレーテ・トラークル

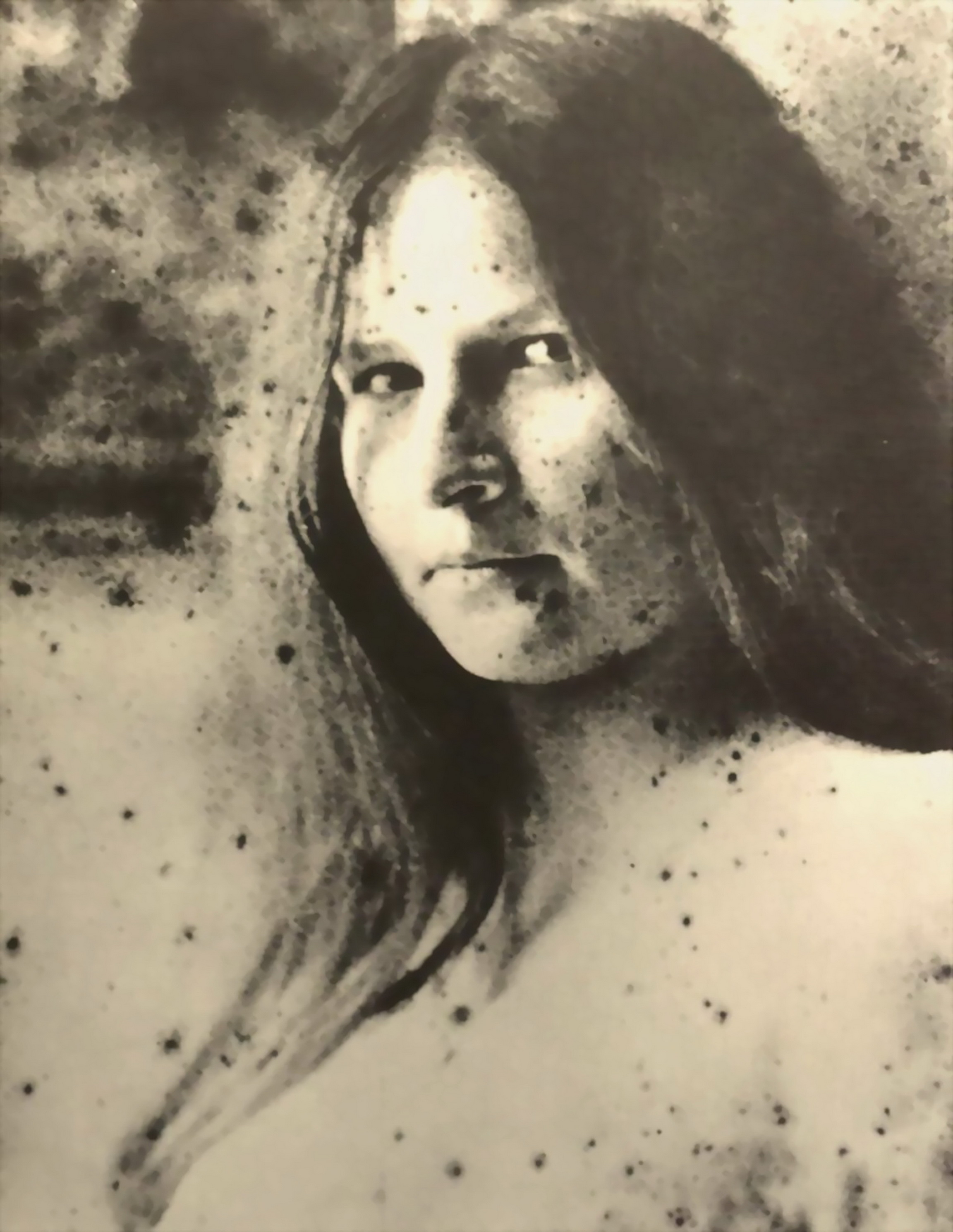
グレーテ・トラークル（1916年）

グレーテ・トラークル（Grete Trakl、1891年8月8日 - 1917年9月21日）は、オーストリアの音楽家。フルネームはマルガレーテ・イェアンネ・トラークル（Margarethe Jeanne Trakl）。詩人ゲオルク・トラークルの妹。ウィーンとベルリンでピアノと作曲を学び、ベルリンでピアニストとなった。12歳年上の出版業者と結婚、妊娠するが、死産となる。兄ゲオルクの詩の中で幾度となく唯一の愛情と崇拝の対象として登場し、兄妹の関係には近親相姦的な愛が生じていた。そのため、死産となった子供は兄ゲオルクとの子供ではないかとの説が唱えられている。兄が自殺した3年後にピストルで自殺する。